# Tiszacsermely
Tiszacsermely je vesnice v Maďarsku, v Cigándském okrese, v Boršodsko-abovsko-zemplinské župě.
Má rozlohu 2027 hektarů a žije zde 644 obyvatel (2007).
Při jižním okraji vesnice protéká řeka Tisa a na severu prochází vodní zavlažovací kanál.